# SYMSOR-Misto Charkov
SYMSOR-Misto Charkov (uk: СДЮСШОР-Місто Харків) je hokejový klub z Charkova, který hraje Ukrajinskou ligu ledního hokeje na Ukrajině.

## Vítězství
- Dnipro Cup - 2008